# Le Syndrome de la Marie-Céleste
Le Syndrome de la Marie-Céleste (titre original : The Mary Celeste Move) est une nouvelle de science-fiction de Frank Herbert, parue en octobre 1964 dans Analog Science Fiction and Fact.

## Parutions

### Parutions aux États-Unis
La nouvelle est parue en octobre 1964 dans Analog Science Fiction and Fact (Astounding).
En dernier lieu, la nouvelle a été publiée dans The Collected Stories of Frank Herbert (2014, réédition en 2016).

### Parutions en France
La nouvelle est parue en langue française :
- dans Le Livre d'or de la science-fiction : Frank Herbert, éd. Pocket, coll. « Science-fiction », no 5018, 1978 ; réédité ensuite par le même éditeur sous le titre Le Prophète des sables ;
- dans Histoires de l'an 2000 (1984) ;
- dans Nouvelles - 2 : 1964-1979  (ISBN 978-2-84344-982-6), éd. Le Bélial', coll. « Kvasar », 2021, pages 45 à 52 ; réédition, Gallimard, coll. « Folio SF » no 722, 2023.

### Parutions dans d'autres pays
La nouvelle est parue :
- en langue néerlandaise : De Mary Celeste-trek (1978) ;
- en langue allemande : Die Mary-Celeste-Umzüge (1987).

## Résumé
Dans un monde où les voitures se déplacent à plus de 500 km/h, où une vitesse de 100 km/h paraît être lente, où l'Amérique du Nord est zébrée d'autoroutes aériennes hyper-rapides, où le temps est chronométré à la seconde près, on découvre que de plus en plus de gens se détournent de la civilisation, quittent soudainement leur maison, leur conjoint, leur métier, pour se rendre dans des endroits où on ne les attendait pas. Quelle est l'origine de ce « mal » mystérieux ? Le comportement de ces gens fait penser au mystère de la Mary Celeste, ce navire du XIXe siècle que l'on retrouva vidé de ses occupants. Les gens font de même aux États-Unis ; ils quittent leurs résidences et leurs lieux de travail pour se rendre on ne sait où, pour des motifs incompréhensibles. 
La nouvelle relate l'entretien qu'a Martin Fisk avec son supérieur, William Merill. L'entretien a lieu et montre les deux hommes incapables de comprendre ce qu'il se passe. À la fin de la nouvelle, Fisk est perplexe devant les tapis roulants à grande vitesse qui doivent le ramener au parking où est garée sa voiture : lui aussi commence à être effrayé de la vitesse et de cette civilisation qui n'a plus rien d'humain.